# Alexandre Michelin
Pour les articles homonymes, voir Michelin (homonymie).
Alexandre Michelin, né le 27 juin 1964 au Mali, est un homme de média et expert dans la transition digitale, il est le fondateur du Knowledge IMMERSIVE forum qui rassemble les innovateurs de toutes les réalités immersives (AR, VR, XR.. ) au service de la culture et du savoir .

## Carrière et formation
Il commence sa carrière à Paris Première comme Responsable des Acquisitions en 1988. En 1992, il devient Directeur des Programmes. Il lance des émissions culturelles, fait revenir à l'écran des personnalités aussi variées que Jean-Edern Hallier, Paul Amar ou Thierry Ardisson. Il contribue à faire découvrir Elisabeth Quint et Jamel Debbouze. En 1994, il est nommé directeur général de l'antenne de Paris Première. Il est le plus jeune directeur de chaîne.
En 1997, il rejoint le Groupe Canal+ comme directeur des programmes numérique, puis en 1998, il est nommé à la tête de la direction des programmes de CANALSAT, il est notamment responsable du service Kiosque. De 2001 à décembre 2003, il est directeur des programmes et des services du groupe CANAL+.
Entre 2004 et 2006, Alexandre Michelin occupe le poste de directeur de l'antenne et des programmes de France 5, notamment pour en assurer la transition numérique pour la TNT. Il crée alors la première émission interactive de la télévision intitulée Cult dans laquelle les jeunes pouvaient intervenir de chez eux par webcam. Cette émission a été couronnée d’un Emmy Award de la meilleure émission interactive de l’année en 2006, devant la BBC.
En novembre 2006, il est nommé Président du Fonds Images de la Diversité créé par l'ACSÉ et le Centre national du cinéma et de l'image animée (Décret no 2007-181 du 9 février 2007 portant création de la Commission images de la diversité - Arrêté du 13 février 2007 portant nomination à la Commission Images de la diversité). En juin 2010, son mandat de Président de la Commission Images de la Diversité est renouvelé pour 3 ans. En 2013, il est à nouveau renouvelé pour 3 ans par la Ministre de la Culture, Aurélie Filippetti. En décembre 2015 il rejoint le Collège de la Diversité créé par Fleur Pellerin .

### Intrapreneur digital
En février 2007, il est directeur éditorial et des contenus de MSN.fr (Groupe Microsoft). Il réorganise les contenus et le développement, et noue des partenariats stratégiques avec CANAL+, L'Équipe et le Figaro Madame. Il a également lancé le site M6/MSN.
Depuis août 2010, il est à la tête de MSN Europe, Afrique et Moyen-Orient. Il y est responsable des contenus, de la programmation, de développement, de la stratégie et de la monétisation. Le portail s'est imposé comme n°1 dans 18 des 25 marchés où il est présent.
Le 25 février 2015, il est après Serge Cimino journaliste à France 3, le deuxième à se déclarer candidat à la tête du poste de Président de France Télévisions, dont la sélection est menée par le CSA,. Son programme repose sur la nécessité de mener la transformation numérique de France Télévisions pour refaire de l'audiovisuel public un producteur de contenus adaptés au numérique.

### Entrepreneur digital
En décembre 2015, il rejoint Spicee, média numérique de documentaires et grands reportages, en qualité de Directeur Général .
Fondateur de la société d'investissements NOV-Entreprises! en 2017, il accompagne les acteurs des réalités immersives. Il facilite la transition immersive des entreprises des industries culturelles et créatives.
Pour permettre à l'industrie de l'immersion de développer tout son potentiel, il crée et anime le Knowledge IMMERSIVE Forum en 2021, plateforme phygitale qui crée des synergies entre les praticiens de l'immersion, institutions culturelles et collectivités territoriales.
en 2020, il accepte la présidence de la Commission Expèriences Numériques du Centre National du Cinéma et de l'Image Animée.

## Distinction
Alexandre Michelin est promu Officier de l'ordre des Arts et des Lettres en janvier 2012.